# Gibraltar (Washington)
Gibraltar (más néven Gibralter) az Amerikai Egyesült Államok északnyugati részén, Washington állam Skagit megyéjében, a Similk-öböl nyugati részén elhelyezkedő önkormányzat nélküli település.

## Fordítás
- Ez a szócikk részben vagy egészben  a   Gibraltar, Washington című angol Wikipédia-szócikk ezen változatának fordításán alapul.  Az eredeti cikk szerkesztőit annak laptörténete sorolja fel. Ez a jelzés csupán a megfogalmazás eredetét és a szerzői jogokat jelzi, nem szolgál a cikkben szereplő információk forrásmegjelöléseként.